# Wolfgang Vogt (Politiker, 1913)
Wolfgang Vogt (* 25. April 1913 in Waldesch bei Koblenz; † Januar 2005 in Pforzheim) war ein deutscher Politiker (FDP) und Mitglied des Landtages von Baden-Württemberg.

## Leben
Wolfgang Vogt, Sohn eines Försters, studierte Rechts- und Staatswissenschaften und wurde zum Dr. oec. promoviert. Ab 1937 arbeitete er für das Auswärtige Amt. Von 1942 bis 1945 leistete er Kriegsdienst – zuletzt als Offizier der Panzerwaffe. Später war er Rechts- und Sozialberater der Internationalen Flüchtlingsorganisation der UN sowie Rechtsreferent bei der IHK Eßlingen. Er leitete von 1956 bis 1978 als Hauptgeschäftsführer die IHK Pforzheim, jetzt IHK Nordschwarzwald. 1978 ging er in den Ruhestand. Er war von 1964 bis 1972 Mitglied des Landtages Baden-Württemberg und zeitweise wirtschaftspolitischer Sprecher der FDP-Landtagsfraktion. Zudem wirkte er als stellvertretender Fraktionsvorsitzender von FDP/DVP.
Vogt war Rotarier und verheiratet mit Barbara Vogt (1921–1975), geborene Freytag. Das Paar hatte zwei Söhne.